# Хильд

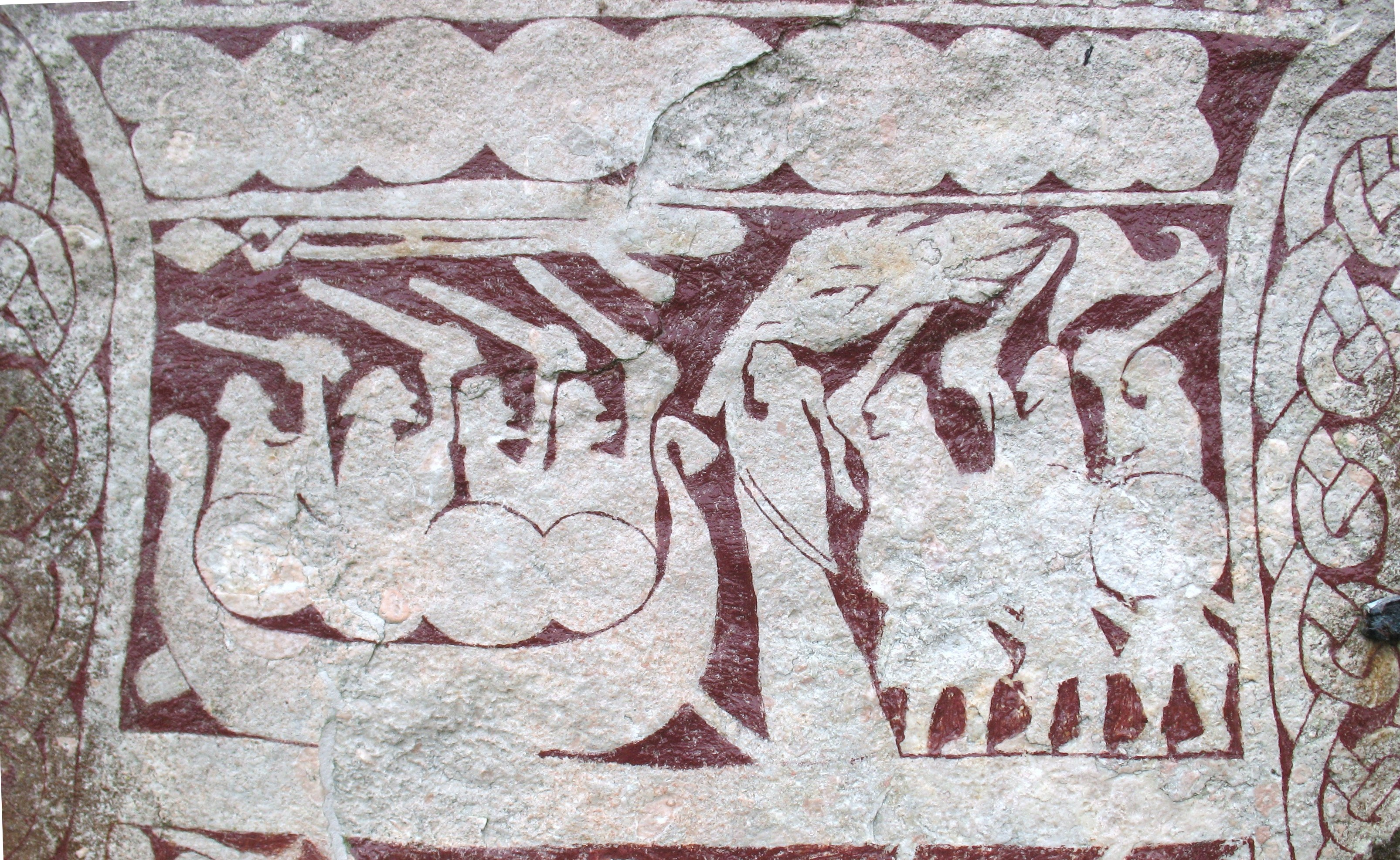
Деталь рисунка Стура-Хаммарского камня.

Хильд (др.-сканд. Hildr — битва), (также Хильдар) — валькирия в Германо-скандинавской мифологии. Упомянута в Младшей Эдде как дочь Хёгни (др.-сканд. Högni) и жена Хедина (др.-сканд. Hedin). Хильд упомянута в легенде о битве Хьяднингов. Она обладает даром воскрешения и использует его так, чтобы битва между Хёгни и Хедином длилась вечно.
Также наравне с другими валькириями Хильд упомянута в «Прорицании вёльвы» и других скальдических поэмах.
Из-за того, что «hildr» на древне-скандинавских языках означает «битва» и скальды часто прибегали к кеннингам, не всегда ясно, когда автор имел в виду битву как таковую, а когда валькирию по имени Хильд.

## Влияние на культуру
В легендариуме Толкина Хильд была дочерью Грама и сестрой Хельма Молоторукого — восьмого и девятого королей Рохана соответственно.

В 2726 Т. Э. Хильд родила сына Фреалафа, который после окончания Долгой Зимы в 2759 Т. Э. снял осаду дунландцев с Хельмовой Пади и разбил захватчиков, убив их вождя Вульфа, сына Фреки. Поскольку и сам Хельм, и оба его сына погибли, Фреалаф как его племянник в том же году был коронован десятым королём Рохана, заложив Вторую Линию королей из рода Эорла.